# Nikolaus van der Molen

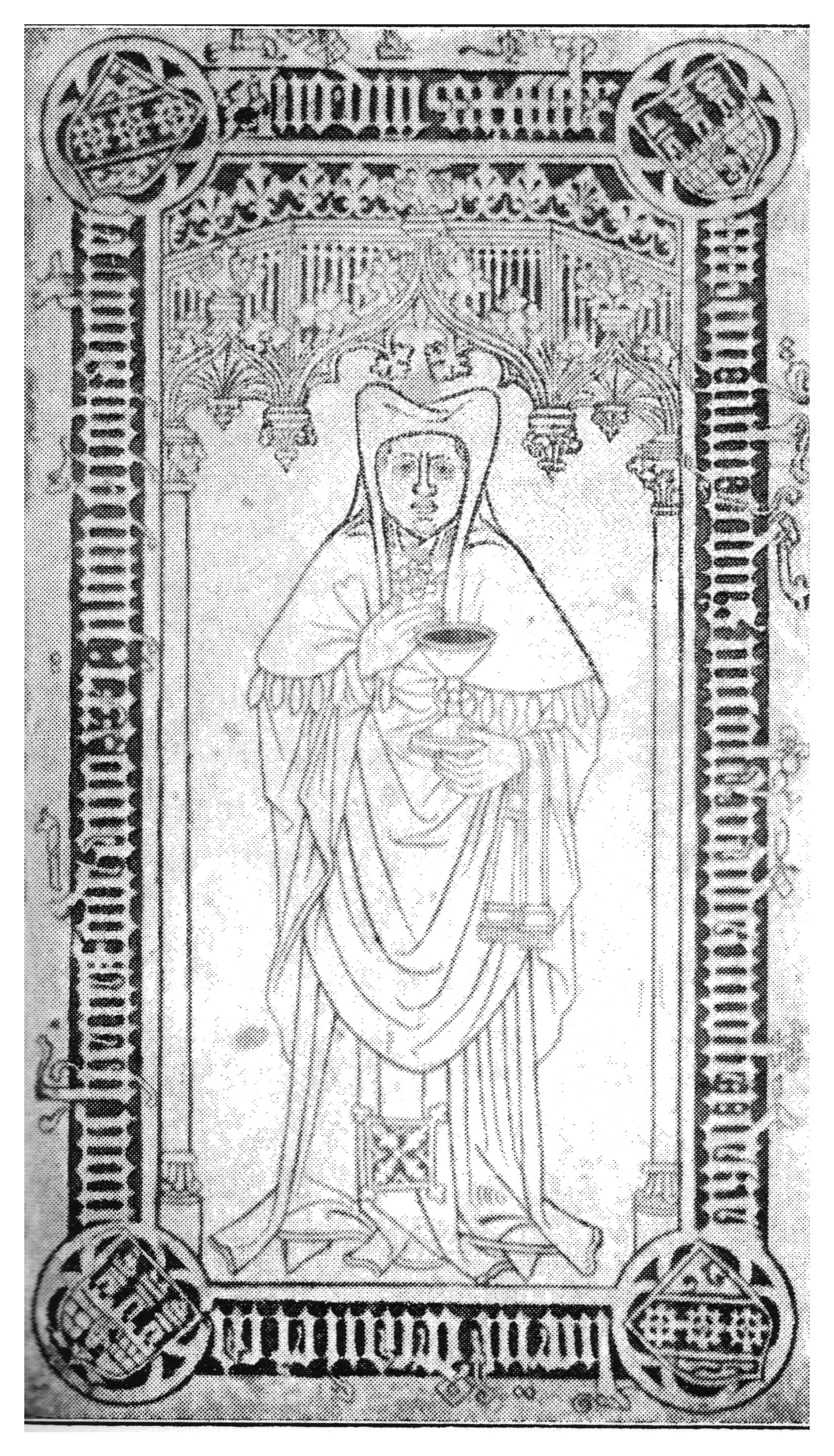
Grabplatte des Nikolaus van der Molen im Lübecker Dom (1464)

Nikolaus van der Molen, auch von der Molen (* ca. 1400 in Lüneburg; † 4. Juli 1464 in Lübeck), war ein römisch-katholischer Geistlicher und Domherr.

## Leben
Nikolaus von der Molen war Sohn des Lüneburger Ratsherrn Johann van der Molen († 1423) aus einer Familie des Lüneburger Patriziats, die Büttner in seiner Genealogiae nach ihrem Familienwappen die von der Mohlen mit den Rädern benannte und beschrieb. Das Wappen zeigt drei Mühlräder auf einem Schrägbalken. Nikolaus von der Molen studierte ab Oktober 1420 an der Universität Rostock und an der Universität Erfurt. Er wurde als Lizenziat des Kanonischen Rechts (licentiatus in decretis) Pfarrherr (Pleban) der Lübecker Marienkirche, urkundlich belegt 1442, wie Domherr und Domdechant des Domkapitels am Lübecker Dom. Er fungierte in Lübeck als Vertreter des Kanzlers der Universität Rostock während des Auszugs der Universität von Rostock nach Greifswald bis zur Wiederaufnahme des Vorlesungsbetriebs in Rostock 1443. Nikolaus van der Molen stiftete testamentarisch die 1464 bis 1471 errichtete nordöstliche Chorkapelle des Doms, heute Dechanten-Kapelle genannt. Er verstarb 1464 ebenso wie kurz zuvor sein Bruder Johannes († 21. Juni 1464) an der in Lübeck grassierenden Pest. Johannes van der Molen war Akkolitus am Dom. Beide wurden unter einer gemeinsamen Figurengrabplatte, die den Domdechanten mit Kelch zeigt, in der nordöstlichen Chorkapelle des Doms bestattet. Die Grabplatte zeigt die Familienwappen der Eltern der hier bestatteten Brüder in den Vierpassmedaillons in den Ecken der Grabplatte. Die Grabplatte befindet sich heute aufgerichtet im nördlichen Chorumgang.